# Liste der kanadischen Meister im Eiskunstlauf
Die Liste der kanadischen Meister im Eiskunstlauf listet die kanadischen Eiskunstlaufmeister seit 1905 sowie die Zweit- und Drittplatzierten.
Die kanadischen Meisterschaften im Eiskunstlauf sind ein von Skate Canada, dem kanadischen Eiskunstlaufverband, organisierter nationaler Wettbewerb, der jährlich abgehalten wird, um die besten Eiskunstläufer Kanadas in der Herren-, Damen-, Paar- und Eistanzkonkurrenz zu ermitteln. Neben der Bestimmung des kanadischen Meisters dienen die Meisterschaften auch als Qualifikationskriterium für die Zusammenstellung des kanadischen Teams bei internationalen Wettbewerben wie Weltmeisterschaften oder Olympischen Spielen.

## Medaillengewinner

### Herren

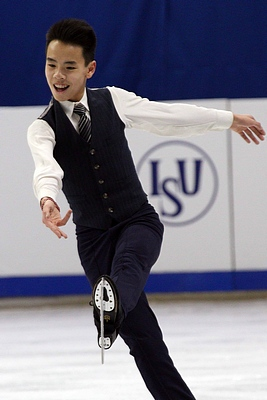
Der zweimalige kanadische Meister der Herren, Nam Nguyen

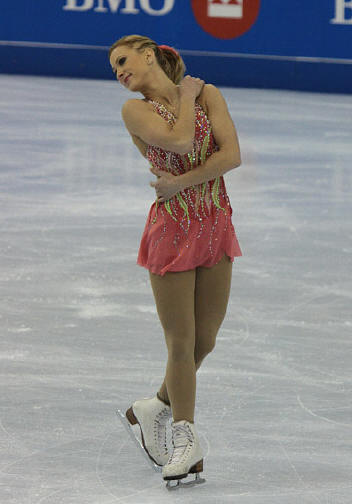
Die sechsmalige Kanadische Meisterin Joannie Rochette

| Medaillengewinner | Medaillengewinner | Medaillengewinner                    | Medaillengewinner                    | Medaillengewinner                    |
| ----------------- | ----------------- | ------------------------------------ | ------------------------------------ | ------------------------------------ |
| Jahr              | Ort               | Gold                                 | Silber                               | Bronze                               |
| 1905              |                   | Ormond B. Haycock                    |                                      |                                      |
| 1906              |                   | Ormond B. Haycock                    |                                      |                                      |
| 1907              | kein Wettbewerb   | kein Wettbewerb                      | kein Wettbewerb                      | kein Wettbewerb                      |
| 1908              |                   | Ormond B. Haycock                    |                                      |                                      |
| 1909              | kein Wettbewerb   | kein Wettbewerb                      | kein Wettbewerb                      | kein Wettbewerb                      |
| 1910              |                   | Douglas H. Nelles                    |                                      |                                      |
| 1911              |                   | Ormond B. Haycock                    | J. Cecil McDougall                   |                                      |
| 1912              |                   | Douglas H. Nelles                    |                                      |                                      |
| 1913              |                   | Philip Chrysler                      | Norman Scott                         |                                      |
| 1914              |                   | Norman Scott                         | Philip Chrysler                      |                                      |
| 1915–1919         | keine Wettbewerbe | keine Wettbewerbe                    | keine Wettbewerbe                    | keine Wettbewerbe                    |
| 1920              |                   | Norman Scott                         | Duncan Hodgson                       | Melville Rogers                      |
| 1921              |                   | Duncan Hodgson                       | John Machado                         | Melville Rogers                      |
| 1922              | Ottawa            | Duncan Hodgson                       | Melville Rogers                      | John Machado                         |
| 1923              |                   | Melville Rogers                      | John Machado                         | Norman Gregory                       |
| 1924              |                   | John Machado                         | Montgomery Wilson                    | Norman Gregory                       |
| 1925              |                   | Melville Rogers                      | John Machado                         | Montgomery Wilson                    |
| 1926              |                   | Melville Rogers                      | Montgomery Wilson                    |                                      |
| 1927              |                   | Melville Rogers                      | Montgomery Wilson                    | Jack Eastwood                        |
| 1928              |                   | Melville Rogers                      |                                      |                                      |
| 1929              |                   | Montgomery Wilson                    | Stewart Reburn                       | Jack Eastwood                        |
| 1930              |                   | Montgomery Wilson                    | Lewis Elkin                          |                                      |
| 1931              |                   | Montgomery Wilson                    | Stewart Reburn                       | Lewis Elkin                          |
| 1932              |                   | Montgomery Wilson                    | Guy Owen                             | Hubert Sprott                        |
| 1933              |                   | Montgomery Wilson                    | Guy Owen                             | Rupert Whitehead                     |
| 1934              |                   | Montgomery Wilson                    | Guy Owen                             | Rupert Whitehead                     |
| 1935              |                   | Montgomery Wilson                    | Osborne Colson                       | Guy Owen                             |
| 1936              |                   | Osborne Colson                       | Wingate Snaith                       | Philip Lee                           |
| 1937              |                   | Osborne Colson                       | Wingate Snaith                       | Ralph McCreath                       |
| 1938              |                   | Montgomery Wilson                    | Ralph McCreath                       | Wingate Snaith                       |
| 1939              |                   | Montgomery Wilson                    | Ralph McCreath                       | Jack Vigeon                          |
| 1940              | Ottawa            | Ralph McCreath                       | Donald Gilchrist                     | Wingate Snaith                       |
| 1941              | Montreal          | Ralph McCreath                       | Donald Gilchrist                     | Jack Vigeon                          |
| 1942              | Winnipeg          | Michael Kirby                        | Donald Gilchrist                     |                                      |
| 1943–1944         | keine Wettbewerbe | keine Wettbewerbe                    | keine Wettbewerbe                    | keine Wettbewerbe                    |
| 1945              | Toronto           | Nigel Stephens                       | Frank Sellers                        |                                      |
| 1946              | Toronto           | Ralph McCreath                       | Norris Bowden                        | Roger Wickson                        |
| 1947              | Toronto           | Norris Bowden                        | Wallace Diestelmeyer                 | Gerrard Blair                        |
| 1948              | Calgary           | Wallace Diestelmeyer                 | Roger Wickson                        |                                      |
| 1949              | Ottawa            | Roger Wickson                        | William Lewis                        | Donald Tobin                         |
| 1950              | St. Catharines    | Roger Wickson                        | Donald Tobin                         | William Lewis                        |
| 1951              | Vancouver         | Peter Firstbrook                     | Roger Wickson                        | William Lewis                        |
| 1952              | Oshawa            | Peter Firstbrook                     | William Lewis                        | Peter Dunfield                       |
| 1953              | Ottawa            | Peter Firstbrook                     | Charles Snelling                     | Peter Dunfield                       |
| 1954              | Calgary           | Charles Snelling                     | Douglas Court                        | Paul Tatton                          |
| 1955              | Toronto           | Charles Snelling                     | Douglas Court                        |                                      |
| 1956              | Galt              | Charles Snelling                     | Donald Jackson                       | Douglas Court                        |
| 1957              | Winnipeg          | Charles Snelling                     | Donald Jackson                       | Edward Collins                       |
| 1958              | Ottawa            | Charles Snelling                     | Donald Jackson                       | Edward Collins                       |
| 1959              | Noranda           | Donald Jackson                       | Edward Collins                       |                                      |
| 1960              | Regina            | Donald Jackson                       | Donald McPherson                     | Louis Strong                         |
| 1961              | Lachine           | Donald Jackson                       | Donald McPherson                     | Bradley Black                        |
| 1962              | Toronto           | Donald Jackson                       | Donald McPherson                     | Donald Knight                        |
| 1963              | Edmonton          | Donald McPherson                     | Donald Knight                        | Bill Neale                           |
| 1964              | North Bay         | Charles Snelling                     | Donald Knight                        | Jay Humphry                          |
| 1965              | Calgary           | Donald Knight                        | Charles Snelling                     | Jay Humphry                          |
| 1966              | Peterborough      | Donald Knight                        | Charles Snelling                     | Jay Humphry                          |
| 1967              | Toronto           | Donald Knight                        | Jay Humphry                          | Charles Snelling                     |
| 1968              | Vancouver         | Jay Humphry                          | David McGillivray                    | Steve Hutchinson                     |
| 1969              | Toronto           | Jay Humphry                          | David McGillivray                    | Toller Cranston                      |
| 1970              | Edmonton          | David McGillivray                    | Toller Cranston                      | Ron Shaver                           |
| 1971              | Winnipeg          | Toller Cranston                      | Paul Bonenfant                       | Kenneth Polk                         |
| 1972              | London            | Toller Cranston                      | Paul Bonenfant                       | Kenneth Polk                         |
| 1973              | Vancouver         | Toller Cranston                      | Ron Shaver                           | Robert Rubens                        |
| 1974              | Moncton           | Toller Cranston                      | Ron Shaver                           | Robert Rubens                        |
| 1975              | Québec            | Toller Cranston                      | Robert Rubens                        | Stan Bohonek                         |
| 1976              | London            | Toller Cranston                      | Ron Shaver                           | Stan Bohonek                         |
| 1977              | Calgary           | Ron Shaver                           | Brian Pockar                         | Vern Taylor                          |
| 1978              | Victoria          | Brian Pockar                         | Vern Taylor                          | Jim Szabo                            |
| 1979              | Thunder Bay       | Brian Pockar                         | Vern Taylor                          | Gordon Forbes                        |
| 1980              | Kitchener         | Brian Pockar                         | Gordon Forbes                        | Gary Beacom                          |
| 1981              | Halifax           | Brian Orser                          | Brian Pockar                         | Gordon Forbes                        |
| 1982              | Brandon           | Brian Orser                          | Brian Pockar                         | Dennis Coi                           |
| 1983              | Montreal          | Brian Orser                          | Gary Beacom                          | Gordon Forbes                        |
| 1984              | Regina            | Brian Orser                          | Gary Beacom                          | Gordon Forbes                        |
| 1985              | Moncton           | Brian Orser                          | Neil Paterson                        | Gordon Forbes                        |
| 1986              | North Bay         | Brian Orser                          | Neil Paterson                        | Jaimee Eggleton                      |
| 1987              | Ottawa            | Brian Orser                          | Kurt Browning                        | Michael Slipchuk                     |
| 1988              | Victoria          | Brian Orser                          | Kurt Browning                        | Neil Paterson                        |
| 1989              | Chicoutimi        | Kurt Browning                        | Michael Slipchuk                     | Matthew Hall                         |
| 1990              | Sudbury           | Kurt Browning                        | Elvis Stojko                         | Michael Slipchuk                     |
| 1991              | Saskatoon         | Kurt Browning                        | Elvis Stojko                         | Michael Slipchuk                     |
| 1992              | Moncton           | Michael Slipchuk                     | Elvis Stojko                         | Sébastien Britten                    |
| 1993              | Hamilton          | Kurt Browning                        | Elvis Stojko                         | Marcus Christensen                   |
| 1994              | Edmonton          | Elvis Stojko                         | Kurt Browning                        | Sébastien Britten                    |
| 1995              | Halifax           | Sébastien Britten                    | Marcus Christensen                   | Ravi Walia                           |
| 1996              | Ottawa            | Elvis Stojko                         | Sébastien Britten                    | Marcus Christensen                   |
| 1997              | Vancouver         | Elvis Stojko                         | Jeff Langdon                         | Sébastien Britten                    |
| 1998              | Hamilton          | Elvis Stojko                         | Emanuel Sandhu                       | Jeff Langdon                         |
| 1999              | Ottawa            | Elvis Stojko                         | Emanuel Sandhu                       | Jean-Francois Hebert                 |
| 2000              | Calgary           | Elvis Stojko                         | Emanuel Sandhu                       | Ben Ferreira                         |
| 2001              | Winnipeg          | Emanuel Sandhu                       | Jayson Dénommée                      | Ben Ferreira                         |
| 2002              | Hamilton          | Elvis Stojko                         | Emanuel Sandhu                       | Jeffrey Buttle                       |
| 2003              | Saskatoon         | Emanuel Sandhu                       | Jeffrey Buttle                       | Fedor Andreev                        |
| 2004              | Edmonton          | Emanuel Sandhu                       | Ben Ferreira                         | Jeffrey Buttle                       |
| 2005              | London            | Jeffrey Buttle                       | Emanuel Sandhu                       | Shawn Sawyer                         |
| 2006              | Ottawa            | Jeffrey Buttle                       | Emanuel Sandhu                       | Shawn Sawyer                         |
| 2007              | Halifax           | Jeffrey Buttle                       | Christopher Mabee                    | Emanuel Sandhu                       |
| 2008              | Vancouver         | Patrick Chan                         | Jeffrey Buttle                       | Shawn Sawyer                         |
| 2009              | Saskatoon         | Patrick Chan                         | Vaughn Chipeur                       | Jeremy Ten                           |
| 2010              | London            | Patrick Chan                         | Vaughn Chipeur                       | Kevin Reynolds                       |
| 2011              | Victoria          | Patrick Chan                         | Shawn Sawyer                         | Joey Russell                         |
| 2012              | Moncton           | Patrick Chan                         | Kevin Reynolds                       | Jeremy Ten                           |
| 2013              | Mississauga       | Patrick Chan                         | Kevin Reynolds                       | Andrei Rogozine                      |
| 2014              | Ottawa            | Patrick Chan                         | Kevin Reynolds                       | Liam Firus                           |
| 2015              | Kingston          | Nam Nguyen                           | Jeremy Ten                           | Liam Firus                           |
| 2016              | Halifax           | Patrick Chan                         | Liam Firus                           | Kevin Reynolds                       |
| 2017              | Ottawa            | Patrick Chan                         | Kevin Reynolds                       | Nam Nguyen                           |
| 2018              | Vancouver         | Patrick Chan                         | Keegan Messing                       | Nam Nguyen                           |
| 2019              | Saint John        | Nam Nguyen                           | Stephen Gogolev                      | Keegan Messing                       |
| 2020              | Mississauga       | Roman Sadovsky                       | Nam Nguyen                           | Keegan Messing                       |
| 2021              | Vancouver         | abgesagt wegen der COVID-19-Pandemie | abgesagt wegen der COVID-19-Pandemie | abgesagt wegen der COVID-19-Pandemie |
| 2022              | Ottawa            | Keegan Messing                       | Roman Sadovsky                       | Wesley Chiu                          |
| 2023              | Oshawa            | Keegan Messing                       | Conrad Orzel                         | Wesley Chiu                          |
| 2024              | Calgary           | Wesley Chiu                          | Aleksa Rakic                         | Anthony Paradis                      |
| 2025              | Laval             | Roman Sadovsky                       | Anthony Paradis                      | David Li                             |

### Damen
| Medaillengewinner | Medaillengewinner | Medaillengewinner                    | Medaillengewinner                    | Medaillengewinner                    |
| ----------------- | ----------------- | ------------------------------------ | ------------------------------------ | ------------------------------------ |
| Jahr              | Ort               | Gold                                 | Silber                               | Bronze                               |
| 1905              |                   | Anne Ewan                            |                                      |                                      |
| 1906              |                   | Aimee Haycock                        |                                      |                                      |
| 1907              | kein Wettbewerb   | kein Wettbewerb                      | kein Wettbewerb                      | kein Wettbewerb                      |
| 1908              |                   | Aimee Haycock                        |                                      |                                      |
| 1909              | kein Wettbewerb   | kein Wettbewerb                      | kein Wettbewerb                      | kein Wettbewerb                      |
| 1910              |                   | Iris Mudge                           |                                      |                                      |
| 1911              |                   | Lady Evelyn Grey                     |                                      |                                      |
| 1912              |                   | Eleanor Kingsford                    |                                      |                                      |
| 1913              |                   | Eleanor Kingsford                    | Jeanne Chevalier                     |                                      |
| 1914              |                   | Muriel Maunsell                      | Jeanne Chevalier                     |                                      |
| 1915–1919         | keine Wettbewerbe | keine Wettbewerbe                    | keine Wettbewerbe                    | keine Wettbewerbe                    |
| 1920              |                   | Jeanne Chevalier                     | Dorothy Jenkins                      | Alden Godwin                         |
| 1921              |                   | Jeanne Chevalier                     | Dorothy Jenkins                      | Alden Godwin                         |
| 1922              | Ottawa            | Dorothy Jenkins                      | Alden Godwin                         | Mrs. John Law                        |
| 1923              |                   | Dorothy Jenkins                      | Cecil Smith                          | Constance Wilson                     |
| 1924              |                   | Constance Wilson                     | Margot Barclay                       | Marjorie Annable                     |
| 1925              |                   | Cecil Smith                          | Constance Wilson                     |                                      |
| 1926              |                   | Cecil Smith                          | Constance Wilson                     | Mrs. G. C. Secord                    |
| 1927              |                   | Constance Wilson                     | Cecil Smith                          | Evelyn Darling                       |
| 1928              |                   | Margot Barclay                       | Marion McDougall                     | Dorothy Benson                       |
| 1929              |                   | Constance Wilson                     | Cecil Smith                          | Dorothy Benson                       |
| 1930              |                   | Constance Wilson-Samuel              | Elizabeth Fisher                     | Dorothy Benson                       |
| 1931              |                   | Constance Wilson-Samuel              | Cecil Smith                          | Elizabeth Fisher                     |
| 1932              |                   | Constance Wilson-Samuel              | Veronica Clarke                      | Elizabeth Fisher                     |
| 1933              |                   | Constance Wilson-Samuel              | Cecil Smith                          | Veronica Clarke                      |
| 1934              |                   | Constance Wilson-Samuel              | Veronica Clarke                      | Kathleen Lopdell                     |
| 1935              |                   | Constance Wilson-Samuel              | Veronica Clarke                      | Frances Claudet                      |
| 1936              |                   | Eleanor O’Meara                      | Veronica Clarke                      | Margaret Leslie                      |
| 1937              |                   | Dorothy Caley                        | Eleanor O’Meara                      | Veronica Clarke                      |
| 1938              |                   | Eleanor O’Meara                      | Dorothy Caley                        | Eleanor Wilson                       |
| 1939              |                   | Mary Rose Thacker                    | Norah McCarthy                       | Eleanor O’Meara                      |
| 1940              | Ottawa            | Norah McCarthy                       | Mary Rose Thacker                    | Eleanor O’Meara                      |
| 1941              | Montreal          | Mary Rose Thacker                    | Barbara Ann Scott                    | Norah McCarthy                       |
| 1942              | Winnipeg          | Mary Rose Thacker                    | Barbara Ann Scott                    | Elizabeth McKellar                   |
| 1943              | kein Wettbewerb   | kein Wettbewerb                      | kein Wettbewerb                      | kein Wettbewerb                      |
| 1944              | Toronto           | Barbara Ann Scott                    | Marilyn Ruth Take                    | Nadine Phillips                      |
| 1945              | Toronto           | Barbara Ann Scott                    | Marilyn Ruth Take                    | Gloria Lillico                       |
| 1946              | Toronto           | Barbara Ann Scott                    | Marilyn Ruth Take                    | Nadine Phillips                      |
| 1947              | Toronto           | Marilyn Ruth Take                    | Nadine Phillips                      | Suzanne Morrow                       |
| 1948              | Calgary           | Barbara Ann Scott                    | Jeanne Matthews                      | Marlene Smith                        |
| 1949              | Ottawa            | Suzanne Morrow                       | Patsy Earl                           | Jeanne Matthews                      |
| 1950              | St. Catharines    | Suzanne Morrow                       | Marlene Smith                        | Vevi Smith                           |
| 1951              | Vancouver         | Suzanne Morrow                       | Vevi Smith                           | Jane Kirby                           |
| 1952              | Oshawa            | Marlene Smith                        | Vevi Smith                           | Elizabeth Gratton                    |
| 1953              | Ottawa            | Barbara Gratton                      | Dawn Steckley                        | Yarmila Pachl                        |
| 1954              | Calgary           | Barbara Gratton                      | Sonja Currie                         | Vevi Smith                           |
| 1955              | Toronto           | Carole Jane Pachl                    | Ann Johnston                         | Joan Shippam                         |
| 1956              | Galt              | Carole Jane Pachl                    | Ann Johnston                         | Sonja Currie                         |
| 1957              | Winnipeg          | Carole Jane Pachl                    | Karen Dixon                          | Margaret Crosland                    |
| 1958              | Ottawa            | Margaret Crosland                    | Doreen Lister                        | Sonia Snelling                       |
| 1959              | Noranda           | Margaret Crosland                    | Sonia Snelling                       | Sandra Tewkesbury                    |
| 1960              | Regina            | Wendy Griner                         | Shirra Kenworthy                     | Sonia Snelling                       |
| 1961              | Lachine           | Wendy Griner                         | Shirra Kenworthy                     | Sonia Snelling                       |
| 1962              | Toronto           | Wendy Griner                         | Petra Burka                          | Shirra Kenworthy                     |
| 1963              | Edmonton          | Wendy Griner                         | Petra Burka                          | Shirra Kenworthy                     |
| 1964              | North Bay         | Petra Burka                          | Wendy Griner                         | Shirra Kenworthy                     |
| 1965              | Calgary           | Petra Burka                          | Valerie Jones                        | Gloria Tatton                        |
| 1966              | Peterborough      | Petra Burka                          | Valerie Jones                        | Roberta Laurent                      |
| 1967              | Toronto           | Valerie Jones                        | Karen Magnussen                      | Roberta Laurent                      |
| 1968              | Vancouver         | Karen Magnussen                      | Linda Carbonetto                     | Lyndsai Cowan                        |
| 1969              | Toronto           | Linda Carbonetto                     | Karen Magnussen                      | Cathy Lee Irwin                      |
| 1970              | Edmonton          | Karen Magnussen                      | Cathy Lee Irwin                      | Karen Grobba                         |
| 1971              | Winnipeg          | Karen Magnussen                      | Ruth Hutchinson                      | Diane Hall                           |
| 1972              | London            | Karen Magnussen                      | Ruth Hutchinson                      | Cathy Lee Irwin                      |
| 1973              | Vancouver         | Karen Magnussen                      | Cathy Lee Irwin                      | Lynn Nightingale                     |
| 1974              | Moncton           | Lynn Nightingale                     | Barbara Terpenning                   | Daria Prychun                        |
| 1975              | Québec            | Lynn Nightingale                     | Kim Alletson                         | Barbara Terpenning                   |
| 1976              | London            | Lynn Nightingale                     | Kim Alletson                         | Susan MacDonald                      |
| 1977              | Calgary           | Lynn Nightingale                     | Heather Kemkaran                     | Kim Alletson                         |
| 1978              | Victoria          | Heather Kemkaran                     | Cathie MacFarlane                    | Peggy McLean                         |
| 1979              | Thunder Bay       | Janet Morrissey                      | Heather Kemkaran                     | Deborah Albright                     |
| 1980              | Kitchener         | Heather Kemkaran                     | Janet Morrissey                      | Tracey Wainman                       |
| 1981              | Halifax           | Tracey Wainman                       | Kay Thomson                          | Elizabeth Manley                     |
| 1982              | Brandon           | Kay Thomson                          | Elizabeth Manley                     | Tracey Wainman                       |
| 1983              | Montreal          | Kay Thomson                          | Charlene Wong                        | Cynthia Coull                        |
| 1984              | Regina            | Kay Thomson                          | Elizabeth Manley                     | Cynthia Coull                        |
| 1985              | Moncton           | Elizabeth Manley                     | Cynthia Coull                        | Charlene Wong                        |
| 1986              | North Bay         | Tracey Wainman                       | Elizabeth Manley                     | Patricia Schmidt                     |
| 1987              | Ottawa            | Elizabeth Manley                     | Patricia Schmidt                     | Linda Florkevich                     |
| 1988              | Victoria          | Elizabeth Manley                     | Charlene Wong                        | Shannon Allison                      |
| 1989              | Chicoutimi        | Karen Preston                        | Charlene Wong                        | Lisa Sargeant                        |
| 1990              | Sudbury           | Lisa Sargeant                        | Charlene Wong                        | Josée Chouinard                      |
| 1991              | Saskatoon         | Josée Chouinard                      | Lisa Sargeant                        | Tanya Bingert                        |
| 1992              | Moncton           | Karen Preston                        | Josée Chouinard                      | Tanya Bingert                        |
| 1993              | Hamilton          | Josée Chouinard                      | Karen Preston                        | Susan Humphreys                      |
| 1994              | Edmonton          | Josée Chouinard                      | Susan Humphreys                      | Karen Preston                        |
| 1995              | Halifax           | Netty Kim                            | Jennifer Robinson                    | Susan Humphreys                      |
| 1996              | Ottawa            | Jennifer Robinson                    | Josée Chouinard                      | Susan Humphreys                      |
| 1997              | Vancouver         | Susan Humphreys                      | Angela Derochie                      | Jennifer Robinson                    |
| 1998              | Hamilton          | Angela Derochie                      | Keyla Ohs                            | Jennifer Robinson                    |
| 1999              | Ottawa            | Jennifer Robinson                    | Annie Bellemare                      | Angela Derochie                      |
| 2000              | Calgary           | Jennifer Robinson                    | Michelle Currie                      | Annie Bellemare                      |
| 2001              | Winnipeg          | Jennifer Robinson                    | Nicole Watt                          | Annie Bellemare                      |
| 2002              | Hamilton          | Jennifer Robinson                    | Annie Bellemare                      | Joannie Rochette                     |
| 2003              | Saskatoon         | Jennifer Robinson                    | Joannie Rochette                     | Annie Bellemare                      |
| 2004              | Edmonton          | Cynthia Phaneuf                      | Joannie Rochette                     | Jennifer Robinson                    |
| 2005              | London            | Joannie Rochette                     | Cynthia Phaneuf                      | Mira Leung                           |
| 2006              | Ottawa            | Joannie Rochette                     | Mira Leung                           | Lesley Hawker                        |
| 2007              | Halifax           | Joannie Rochette                     | Mira Leung                           | Lesley Hawker                        |
| 2008              | Vancouver         | Joannie Rochette                     | Mira Leung                           | Cynthia Phaneuf                      |
| 2009              | Saskatoon         | Joannie Rochette                     | Cynthia Phaneuf                      | Amélie Lacoste                       |
| 2010              | London            | Joannie Rochette                     | Cynthia Phaneuf                      | Myriane Samson                       |
| 2011              | Victoria          | Cynthia Phaneuf                      | Myriane Samson                       | Amélie Lacoste                       |
| 2012              | Moncton           | Amélie Lacoste                       | Cynthia Phaneuf                      | Kaetlyn Osmond                       |
| 2013              | Mississauga       | Kaetlyn Osmond                       | Gabrielle Daleman                    | Alaine Chartrand                     |
| 2014              | Ottawa            | Kaetlyn Osmond                       | Gabrielle Daleman                    | Amélie Lacoste                       |
| 2015              | Kingston          | Gabrielle Daleman                    | Alaine Chartrand                     | Véronik Mallet                       |
| 2016              | Halifax           | Alaine Chartrand                     | Gabrielle Daleman                    | Kaetlyn Osmond                       |
| 2017              | Ottawa            | Kaetlyn Osmond                       | Gabrielle Daleman                    | Alaine Chartrand                     |
| 2018              | Vancouver         | Gabrielle Daleman                    | Kaetlyn Osmond                       | Larkyn Austman                       |
| 2019              | Saint John        | Alaine Chartrand                     | Aurora Cotop                         | Véronik Mallet                       |
| 2020              | Mississauga       | Emily Bausback                       | Alison Schumacher                    | Madeline Schizas                     |
| 2021              | Vancouver         | abgesagt wegen der COVID-19-Pandemie | abgesagt wegen der COVID-19-Pandemie | abgesagt wegen der COVID-19-Pandemie |
| 2022              | Ottawa            | Madeline Schizas                     | Véronik Mallet                       | Gabrielle Daleman                    |
| 2023              | Oshawa            | Madeline Schizas                     | Kaiya Ruiter                         | Fiona Bombardier                     |
| 2024              | Calgary           | Kaiya Ruiter                         | Madeline Schizas                     | Hetty Shi                            |
| 2025              | Laval             | Madeline Schizas                     | Sara-Maude Dupuis                    | Katherine Medland Spence             |

### Paare
| Medaillengewinner | Medaillengewinner | Medaillengewinner                           | Medaillengewinner                           | Medaillengewinner                           |
| ----------------- | ----------------- | ------------------------------------------- | ------------------------------------------- | ------------------------------------------- |
| Jahr              | Ort               | Gold                                        | Silber                                      | Bronze                                      |
| 1905              |                   | Katherine Haycock / Ormond Haycock          |                                             |                                             |
| 1906              |                   | Katherine Haycock / Ormond Haycock          |                                             |                                             |
| 1907              | kein Wettbewerb   | kein Wettbewerb                             | kein Wettbewerb                             | kein Wettbewerb                             |
| 1908              |                   | Aimee Haycock / Ormond Haycock              |                                             |                                             |
| 1909              | kein Wettbewerb   | kein Wettbewerb                             | kein Wettbewerb                             | kein Wettbewerb                             |
| 1910              |                   | Lady Evelyn Grey / Ormond Haycock           |                                             |                                             |
| 1911              |                   | Lady Evelyn Grey / Ormond Haycock           | Eleanor Kingsford / Philip Chrysler         |                                             |
| 1912              |                   | Eleanor Kingsford / Douglas Nelles          |                                             |                                             |
| 1913              |                   | Muriel Burrows / Gordon McLennan            | Norman Scott / Jeanne Chevalier             |                                             |
| 1914              |                   | Norman Scott / Jeanne Chevalier             | Muriel Burrows / Gordon McLennan            |                                             |
| 1915–1919         | keine Wettbewerbe | keine Wettbewerbe                           | keine Wettbewerbe                           | keine Wettbewerbe                           |
| 1920              |                   | Alden Godwin / Douglas Nelles               | Beatrice McDougall / Allan Howard           |                                             |
| 1921              |                   | Beatrice McDougall / Allan Howard           | Dorothy Jenkins / C. J. Allan               |                                             |
| 1922              | Ottawa            | Alden Godwin / A. G. McLennan               | Jeanette Rathbun / Melville Rogers          | D. F. Secord / Douglas Nelles               |
| 1923              |                   | Marjorie Anable / Duncan Hodgson            | Dorothy Jenkins / A. G. McLennan            | Cecil Smith / Melville Rogers               |
| 1924              |                   | Elizabeth Blair / John Machado              | Margot Barclay / Norman Gregory             | Evelyn Darling / Hugh Tarbox                |
| 1925              |                   | Gladys Rogers / Melville Rogers             | Elizabeth Machado / John Machado            |                                             |
| 1926              |                   | Constance Wilson / Errol Morson             | Marion McDougall / Chauncey Bangs           | Isabel Blythe / Melville Rogers             |
| 1927              |                   | Marion McDougall / Chauncey Bangs           | Constance Wilson / Montgomery Wilson        | Elizabeth Machado / John Machado            |
| 1928              |                   | Marion McDougall / Chauncey Bangs           | Gladys Rogers / Melville Rogers             | Veronica Clarke / Stewart Reburn            |
| 1929              |                   | Constance Wilson / Montgomery Wilson        | Maude Smith / Jack Eastwood                 | Gladys Rogers / Melville Rogers             |
| 1930              |                   | Constance Wilson-Samuel / Montgomery Wilson | Margaret Winks / Lewis Elkin                |                                             |
| 1931              |                   | Frances Claudet / Chauncey Bangs            | Constance Wilson-Samuel / Montgomery Wilson | Cecil Smith / Stewart Reburn                |
| 1932              |                   | Constance Wilson-Samuel / Montgomery Wilson | Frances Claudet / Chauncey Bangs            | Maude Smith / Jack Eastwood                 |
| 1933              |                   | Constance Wilson-Samuel / Montgomery Wilson | Maude Smith / Jack Eastwood                 | Kathleen Lopdell / Donald Cruikshank        |
| 1934              |                   | Constance Wilson-Samuel / Montgomery Wilson | Louise Bertram / Stewart Reburn             | Maude Smith / Jack Eastwood                 |
| 1935              |                   | Louise Bertram / Stewart Reburn             | Audrey Garland / Fraser Sweatman            | Constance Wilson-Samuel / Montgomery Wilson |
| 1936              |                   | Veronica Clarke / Ralph McCreath            | Aidrie Cruikshank / Donald Cruikshank       | Mary Jane Halsted / Osborne Colson          |
| 1937              |                   | Veronica Clarke / Ralph McCreath            | Aidrie Cruikshank / Donald Cruikshank       | Mary Jane Halsted / Jack Eastwood           |
| 1938              |                   | Veronica Clarke / Ralph McCreath            | Patricia Chown / Philip Lee                 | G. M. Black / Jack Kilgour                  |
| 1939              |                   | Norah McCarthy / Ralph McCreath             | Aidrie Cruikshank / Donald Cruikshank       | Kathleen Lopdell / Peter Chance             |
| 1940              | Ottawa            | Norah McCarthy / Ralph McCreath             | Christine Newson / Sandy McKechnie          | Eleanor O’Meara / Donald Gilchrist          |
| 1941              | Montreal          | Eleanor O’Meara / Ralph McCreath            | Norah McCarthy / Sandy McKechnie            |                                             |
| 1942              | Winnipeg          | Eleanor O’Meara / Sandy McKechnie           | Floraine Ducharme / Wallace Diestelmeyer    |                                             |
| 1943–1944         | keine Wettbewerbe | keine Wettbewerbe                           | keine Wettbewerbe                           | keine Wettbewerbe                           |
| 1945              | Toronto           | Olga Bernyk / Alex Fulton                   | Sheila Smith / Ross Smith                   |                                             |
| 1946              | Toronto           | Joyce Perkins / Wallace Diestelmeyer        | Suzanne Morrow / Norris Bowden              |                                             |
| 1947              | Toronto           | Suzanne Morrow / Wallace Diestelmeyer       | Margaret Roberts / Bruce Hyland             |                                             |
| 1948              | Calgary           | Suzanne Morrow / Wallace Diestelmeyer       | Sheila Smith / Ross Smith                   |                                             |
| 1949              | Ottawa            | Marlene Smith / Donald Gilchrist            | Pearle Simmers / David Spalding             | Joyce Perkins / Bruce Hyland                |
| 1950              | St. Catharines    | Marlene Smith / Donald Gilchrist            |                                             |                                             |
| 1951              | Vancouver         | Jane Kirby / Donald Tobin                   | Frances Dafoe / Norris Bowden               | Gayle Wakely / David Spalding               |
| 1952              | Oshawa            | Frances Dafoe / Norris Bowden               | Audrey Downie / Brian Power                 |                                             |
| 1953              | Ottawa            | Frances Dafoe / Norris Bowden               | Dawn Steckley / David Lowery                |                                             |
| 1954              | Calgary           | Frances Dafoe / Norris Bowden               | Audrey Downie / Brian Power                 | Dawn Steckley / David Lowery                |
| 1955              | Toronto           | Frances Dafoe / Norris Bowden               | Barbara Wagner / Robert Paul                | Audrey Downie / Brian Power                 |
| 1956              | Galt              | Barbara Wagner / Robert Paul                | Maria Jelinek / Otto Jelinek                | Dianne Neilson / Edwin Cossitt              |
| 1957              | Winnipeg          | Barbara Wagner / Robert Paul                | Maria Jelinek / Otto Jelinek                | Barbara Bourne / Thomas Monypenny           |
| 1958              | Ottawa            | Barbara Wagner / Robert Paul                | Maria Jelinek / Otto Jelinek                |                                             |
| 1959              | Noranda           | Barbara Wagner / Robert Paul                | Jane Sinclair / Larry Rost                  | Lise Petit / Ian Knight                     |
| 1960              | Regina            | Barbara Wagner / Robert Paul                | Maria Jelinek / Otto Jelinek                | Debbi Wilkes / Guy Revell                   |
| 1961              | Lachine           | Maria Jelinek / Otto Jelinek                | Gertrude Desjardins / Maurice Lafrance      | Debbi Wilkes / Guy Revell                   |
| 1962              | Toronto           | Maria Jelinek / Otto Jelinek                | Gertrude Desjardins / Maurice Lafrance      | Debbi Wilkes / Guy Revell                   |
| 1963              | Edmonton          | Debbi Wilkes / Guy Revell                   | Gertrude Desjardins / Maurice Lafrance      | Linda Ann Ward / Neil Carpenter             |
| 1964              | North Bay         | Debbi Wilkes / Guy Revell                   | Linda Ann Ward / Neil Carpenter             | Faye Strutt / Jim Watters                   |
| 1965              | Calgary           | Susan Huehnergard / Paul Huehnergard        | Alexis Shields / Chris Shields              | Faye Strutt / Jim Watters                   |
| 1966              | Peterborough      | Susan Huehnergard / Paul Huehnergard        | Alexis Shields / Chris Shields              | Betty McKilligan / John McKilligan          |
| 1967              | Toronto           | Betty McKilligan / John McKilligan          | Alexis Shields / Chris Shields              | Anna Forder / Richard Stephens              |
| 1968              | Vancouver         | Betty McKilligan / John McKilligan          | Anna Forder / Richard Stephens              | Alexis Shields / Chris Shields              |
| 1969              | Toronto           | Anna Forder / Richard Stephens              | Mary Petrie / Robert McAvoy                 | Sandra Bezic / Val Bezic                    |
| 1970              | Edmonton          | Sandra Bezic / Val Bezic                    | Mary Petrie / Robert McAvoy                 | -                                           |
| 1971              | Winnipeg          | Sandra Bezic / Val Bezic                    | Mary Petrie / John Hubbell                  | Marian Murray / Glenn Moore                 |
| 1972              | London            | Sandra Bezic / Val Bezic                    | Mary Petrie / John Hubbell                  | Marian Murray / Glenn Moore                 |
| 1973              | Vancouver         | Sandra Bezic / Val Bezic                    | Marian Murray / Glenn Moore                 | Linda Tasker / Allen Carson                 |
| 1974              | Moncton           | Sandra Bezic / Val Bezic                    | Marian Murray / Glenn Moore                 | Kathy Hutchinson / Jamie McGrigor           |
| 1975              | Québec            | Candy Jones / Don Fraser                    | Kathy Hutchinson / Jamie McGrigor           | Christine McBeth / Dennis Johnston          |
| 1976              | London            | Candy Jones / Don Fraser                    | Cheri Pinner / Dennis Pinner                | Karen Newton / Glenn Laframboise            |
| 1977              | Calgary           | Cheri Pinner / Dennis Pinner                | Janet Hominuke / Mark Hominuke              | -                                           |
| 1978              | Victoria          | Sherri Baier / Robin Cowan                  | Lee-Ann Jackson / Paul Mills                | Susan Gowan / Eric Thomsen                  |
| 1979              | Thunder Bay       | Barbara Underhill / Paul Martini            | Susan Gowan / Eric Thomsen                  | Lee-Ann Jackson / Bernard Souche            |
| 1980              | Kitchener         | Barbara Underhill / Paul Martini            | Lorrie Baier / Lloyd Eisler                 | Becky Gough / Mark Rowsom                   |
| 1981              | Halifax           | Barbara Underhill / Paul Martini            | Lorrie Baier / Lloyd Eisler                 | Becky Gough / Mark Rowsom                   |
| 1982              | Brandon           | Barbara Underhill / Paul Martini            | Lorrie Baier / Lloyd Eisler                 | Becky Gough / Mark Rowsom                   |
| 1983              | Montreal          | Barbara Underhill / Paul Martini            | Cynthia Coull / Mark Rowsom                 | Katherina Matousek / Lloyd Eisler           |
| 1984              | Regina            | Katherina Matousek / Lloyd Eisler           | Melinda Kunhegyi / Lyndon Johnston          | Cynthia Coull / Mark Rowsom                 |
| 1985              | Moncton           | Cynthia Coull / Mark Rowsom                 | Melinda Kunhegyi / Lyndon Johnston          | Christine Hough / Doug Ladret               |
| 1986              | North Bay         | Cynthia Coull / Mark Rowsom                 | Denise Benning / Lyndon Johnston            | Karen Westby / Lloyd Eisler                 |
| 1987              | Ottawa            | Cynthia Coull / Mark Rowsom                 | Denise Benning / Lyndon Johnston            | Christine Hough / Doug Ladret               |
| 1988              | Victoria          | Christine Hough / Doug Ladret               | Isabelle Brasseur / Lloyd Eisler            | Denise Benning / Lyndon Johnston            |
| 1989              | Chicoutimi        | Isabelle Brasseur / Lloyd Eisler            | Cindy Landry / Lyndon Johnston              | Christine Hough / Doug Ladret               |
| 1990              | Sudbury           | Cindy Landry / Lyndon Johnston              | Christine Hough / Doug Ladret               | Isabelle Brasseur / Lloyd Eisler            |
| 1991              | Saskatoon         | Isabelle Brasseur / Lloyd Eisler            | Christine Hough / Doug Ladret               | Stacey Ball / Jean-Michel Bombardier        |
| 1992              | Moncton           | Isabelle Brasseur / Lloyd Eisler            | Christine Hough / Doug Ladret               | Sherry Ball / Kris Wirtz                    |
| 1993              | Hamilton          | Isabelle Brasseur / Lloyd Eisler            | Michelle Menzies / Jean-Michel Bombardier   | Jodeyne Higgins / Sean Rice                 |
| 1994              | Edmonton          | Isabelle Brasseur / Lloyd Eisler            | Kristy Sargeant / Kris Wirtz                | Jamie Salé / Jason Turner                   |
| 1995              | Halifax           | Michelle Menzies / Jean-Michel Bombardier   | Allison Gaylor / David Pelletier            | Jodeyne Higgins / Sean Rice                 |
| 1996              | Ottawa            | Michelle Menzies / Jean-Michel Bombardier   | Kristy Sargeant / Kris Wirtz                | Marie-Claude Savard-Gagnon / Luc Bradet     |
| 1997              | Vancouver         | Marie-Claude Savard-Gagnon / Luc Bradet     | Kristy Sargeant / Kris Wirtz                | Michelle Menzies / Jean-Michel Bombardier   |
| 1998              | Hamilton          | Kristy Sargeant / Kris Wirtz                | Marie-Claude Savard-Gagnon / Luc Bradet     | Valerie Saurette / Jean-Sébastien Fecteau   |
| 1999              | Ottawa            | Kristy Sargeant / Kris Wirtz                | Jamie Salé / David Pelletier                | Valerie Saurette / Jean-Sébastien Fecteau   |
| 2000              | Calgary           | Jamie Salé / David Pelletier                | Kristy Sargeant / Kris Wirtz                | Valerie Saurette / Jean-Sébastien Fecteau   |
| 2001              | Winnipeg          | Jamie Salé / David Pelletier                | Kristy Sargeant / Kris Wirtz                | Anabelle Langlois / Patrice Archetto        |
| 2002              | Hamilton          | Jamie Salé / David Pelletier                | Jacinthe Larivière / Lenny Faustino         | Anabelle Langlois / Patrice Archetto        |
| 2003              | Saskatoon         | Jacinthe Larivière / Lenny Faustino         | Anabelle Langlois / Patrice Archetto        | Elizabeth Putnam / Sean Wirtz               |
| 2004              | Edmonton          | Valérie Marcoux / Craig Buntin              | Anabelle Langlois / Patrice Archetto        | Elizabeth Putnam / Sean Wirtz               |
| 2005              | London            | Valérie Marcoux / Craig Buntin              | Utako Wakamatsu / Jean-Sébastien Fecteau    | Anabelle Langlois / Patrice Archetto        |
| 2006              | Ottawa            | Valérie Marcoux / Craig Buntin              | Jessica Dubé / Bryce Davison                | Utako Wakamatsu / Jean-Sébastien Fecteau    |
| 2007              | Halifax           | Jessica Dubé / Bryce Davison                | Valérie Marcoux / Craig Buntin              | Anabelle Langlois / Cody Hay                |
| 2008              | Vancouver         | Anabelle Langlois / Cody Hay                | Jessica Dubé / Bryce Davison                | Meagan Duhamel / Craig Buntin               |
| 2009              | Saskatoon         | Jessica Dubé / Bryce Davison                | Meagan Duhamel / Craig Buntin               | Mylène Brodeur / John Mattatall             |
| 2010              | London            | Jessica Dubé / Bryce Davison                | Anabelle Langlois / Cody Hay                | Meagan Duhamel / Craig Buntin               |
| 2011              | Victoria          | Kirsten Moore-Towers / Dylan Moscovitch     | Meagan Duhamel / Eric Radford               | Paige Lawrence / Rudi Swiegers              |
| 2012              | Moncton           | Meagan Duhamel / Eric Radford               | Jessica Dubé / Sebastien Wolfe              | Paige Lawrence / Rudi Swiegers              |
| 2013              | Mississauga       | Meagan Duhamel / Eric Radford               | Kirsten Moore-Towers / Dylan Moscovitch     | Paige Lawrence / Rudi Swiegers              |
| 2014              | Ottawa            | Meagan Duhamel / Eric Radford               | Kirsten Moore-Towers / Dylan Moscovitch     | Paige Lawrence / Rudi Swiegers              |
| 2015              | Kingston          | Meagan Duhamel / Eric Radford               | Lubov Ilyushechkina / Dylan Moscovitch      | Julianne Séguin / Charlie Bilodeau          |
| 2016              | Halifax           | Meagan Duhamel / Eric Radford               | Julianne Séguin / Charlie Bilodeau          | Lubov Ilyushechkina / Dylan Moscovitch      |
| 2017              | Ottawa            | Meagan Duhamel / Eric Radford               | Lubov Ilyushechkina / Dylan Moscovitch      | Kirsten Moore-Towers / Michael Marinaro     |
| 2018              | Vancouver         | Meagan Duhamel / Eric Radford               | Julianne Séguin / Charlie Bilodeau          | Kirsten Moore-Towers / Michael Marinaro     |
| 2019              | Saint John        | Kirsten Moore-Towers / Michael Marinaro     | Evelyn Walsh / Trennt Michaud               | Camille Ruest / Drew Wolfe                  |
| 2020              | Mississauga       | Kirsten Moore-Towers / Michael Marinaro     | Evelyn Walsh / Trennt Michaud               | Ljubow Iljuschetschkina / Charlie Bilodeau  |
| 2021              | Vancouver         | abgesagt wegen der COVID-19-Pandemie        | abgesagt wegen der COVID-19-Pandemie        | abgesagt wegen der COVID-19-Pandemie        |
| 2022              | Ottawa            | Kirsten Moore-Towers / Michael Marinaro     | Evelyn Walsh / Trennt Michaud               | Deanna Stellato-Dudek / Maxime Deschamps    |
| 2023              | Oshawa            | Deanna Stellato-Dudek / Maxime Deschamps    | Brooke McIntosh / Benjamin Mimar            | Lia Pereira / Trennt Michaud                |
| 2024              | Calgary           | Deanna Stellato-Dudek / Maxime Deschamps    | Lia Pereira / Trennt Michaud                | Kelly Ann Laurin / Loucas Éthier            |
| 2025              | Laval             | Deanna Stellato-Dudek / Maxime Deschamps    | Lia Pereira / Trennt Michaud                | Kelly Ann Laurin / Loucas Éthier            |

### Eistanzen
| Medaillengewinner | Medaillengewinner | Medaillengewinner                            | Medaillengewinner                            | Medaillengewinner                             |
| ----------------- | ----------------- | -------------------------------------------- | -------------------------------------------- | --------------------------------------------- |
| Jahr              | Ort               | Gold                                         | Silber                                       | Bronze                                        |
| 1947              | Toronto           | Margaret Roberts / Bruce Hyland              | Joyce Perkins / William de Nance, Jr.        | Marnie Brereton / Richard McLaughlin          |
| 1948              | Calgary           | Suzanne Morrow / Wallace Diestelmeyer        | Joy Forsyth / Donald Taylor                  |                                               |
| 1949              | Ottawa            | Joyce Perkins / Bruce Hyland                 | Pierrette Paquin / Donald Tobin              | Joy Forsyth / Ronald Vincent                  |
| 1950              | St. Catharines    | Pierrette Paquin / Donald Tobin              | Joy Forsyth / William de Nance               | Frances Dafoe / Norris Bowden                 |
| 1951              | Vancouver         | Pierrette Paquin / Donald Tobin              | Mary Diane Trimble / David Ross              | Frances Dafoe / Norris Bowden                 |
| 1952              | Oshawa            | Frances Dafoe / Norris Bowden                | Joyce Kornacher / William de Nance, Jr.      | Pierrette Paquin / Malcolm Wickson            |
| 1953              | Ottawa            | Frances Abbott / David Ross                  | Patty Lou Montgomery / George Montgomery     | Marion Wattie / Harry Ball                    |
| 1954              | Calgary           | Doreen Leech / Norman Walker                 | Geraldine Fenton / William McLachlan         | Claudette Lacaille / Jeffrey Johnston         |
| 1955              | Toronto           | Lindis Johnston / Jeffrey Johnston           | Geraldine Fenton / Gordon Crossland          | Beverley de Nance / William de Nance          |
| 1956              | Galt              | Lindis Johnston / Jeffrey Johnston           | Geraldine Fenton / William McLachlan         | Beverley de Nance / William de Nance          |
| 1957              | Winnipeg          | Geraldine Fenton / William McLachlan         | Beverley Orr / Hugh Smith                    | Elaine Protheroe / William Trimble            |
| 1958              | Ottawa            | Geraldine Fenton / William McLachlan         | Beverley Orr / Hugh Smith                    | Svata Staroba / Mirek Staroba                 |
| 1959              | Noranda           | Geraldine Fenton / William McLachlan         | Ann Martin / Edward Collins                  | Svata Staroba / Mirek Staroba                 |
| 1960              | Regina            | Virginia Thompson / William McLachlan        | Ann Martin / Gilles Vanasse                  | Svata Staroba / Mirek Staroba                 |
| 1961              | Lachine           | Virginia Thompson / William McLachlan        | Donna Lee Mitchell / John Mitchell           | Paulette Doan / Kenneth Ormsby                |
| 1962              | Toronto           | Virginia Thompson / William McLachlan        | Donna Lee Mitchell / John Mitchell           | Paulette Doan / Kenneth Ormsby                |
| 1963              | Edmonton          | Paulette Doan / Kenneth Ormsby               | Donna Lee Mitchell / John Mitchell           | Carole Forrest / Kevin Lethbridge             |
| 1964              | North Bay         | Paulette Doan / Kenneth Ormsby               | Carole Forrest / Kevin Lethbridge            | Marilyn Crawford / Blair Armitage             |
| 1965              | Calgary           | Carole Forrest / Kevin Lethbridge            | Lynn Matthews / Bryon Topping                | Gail Snyder / Wayne Palmer                    |
| 1966              | Peterborough      | Carole Forrest / Kevin Lethbridge            | Gail Snyder / Wayne Palmer                   | Judy Henderson / John Bailey                  |
| 1967              | Toronto           | Joni Graham / Don Phillips                   | Judy Henderson / John Bailey                 | Maureen Peever / Wayne Palmer                 |
| 1968              | Vancouver         | Joni Graham / Don Phillips                   | Donna Taylor / Bruce Lennie                  | Mary Church / Tom Falls                       |
| 1969              | Toronto           | Donna Taylor / Bruce Lennie                  | Mary Church / Tom Falls                      | Hazel Pike / Phillip Boskill                  |
| 1970              | Edmonton          | Mary Church / David Sutton                   | Hazel Pike / Phillip Boskill                 | Louise Lind / Barry Soper                     |
| 1971              | Winnipeg          | Louise Lind / Barry Soper                    | Mary Church / David Sutton                   | Brenda Sandys / James Holden                  |
| 1972              | London            | Louise Lind / Barry Soper                    | Barbara Berezowski / David Porter            | Linda Roe / Michael Bradley                   |
| 1973              | Vancouver         | Louise Soper / Barry Soper                   | Barbara Berezowski / David Porter            | Linda Roe / Michael Bradley                   |
| 1974              | Moncton           | Louise Soper / Barry Soper                   | Barbara Berezowski / David Porter            | Linda Roe / Michael Bradley                   |
| 1975              | Québec            | Barbara Berezowski / David Porter            | Susan Carscallen / Eric Gillies              | Shelley MacLeod / Bob Knapp                   |
| 1976              | London            | Barbara Berezowski / David Porter            | Susan Carscallen / Eric Gillies              | Lorna Wighton / John Dowding                  |
| 1977              | Calgary           | Susan Carscallen / Eric Gillies              | Lorna Wighton / John Dowding                 | Debbie Young / Greg Young                     |
| 1978              | Victoria          | Lorna Wighton / John Dowding                 | Patricia Fletcher / Michael de la Penotiere  | Marie McNeil / Robert McCall                  |
| 1979              | Thunder Bay       | Lorna Wighton / John Dowding                 | Patricia Fletcher / Michael de la Penotiere  | Marie McNeil / Robert McCall                  |
| 1980              | Kitchener         | Lorna Wighton / John Dowding                 | Marie McNeil / Robert McCall                 | Gina Aucoin / Hans Peter Ponikau              |
| 1981              | Halifax           | Marie McNeil / Robert McCall                 | Kelly Johnson / Kris Barber                  | Joanne French / John Thomas                   |
| 1982              | Brandon           | Tracy Wilson / Robert McCall                 | Kelly Johnson / Kris Barber                  | Joanne French / John Thomas                   |
| 1983              | Montreal          | Tracy Wilson / Robert McCall                 | Kelly Johnson / John Thomas                  | Karyn Garossino / Rod Garossino               |
| 1984              | Regina            | Tracy Wilson / Robert McCall                 | Kelly Johnson / John Thomas                  | Karyn Garossino / Rod Garossino               |
| 1985              | Moncton           | Tracy Wilson / Robert McCall                 | Karyn Garossino / Rod Garossino              | Isabelle Duchesnay / Paul Duchesnay           |
| 1986              | North Bay         | Tracy Wilson / Robert McCall                 | Karyn Garossino / Rod Garossino              | Jo-Anne Borlase / Scott Chalmers              |
| 1987              | Ottawa            | Tracy Wilson / Robert McCall                 | Karyn Garossino / Rod Garossino              | Jo-Anne Borlase / Scott Chalmers              |
| 1988              | Victoria          | Tracy Wilson / Robert McCall                 | Karyn Garossino / Rod Garossino              | Melanie Cole / Michael Farrington             |
| 1989              | Chicoutimi        | Karyn Garossino / Rod Garossino              | Michelle McDonald / Mark Mitchell            | Jo-Anne Borlase / Martin Smith                |
| 1990              | Sudbury           | Jo-Anne Borlase / Martin Smith               | Michelle McDonald / Mark Mitchell            | Jacqueline Petr / Mark Janoschak              |
| 1991              | Saskatoon         | Michelle McDonald / Martin Smith             | Jacqueline Petr / Mark Janoschak             | Penny Mann / Juan-Carlos Noria                |
| 1992              | Moncton           | Jacqueline Petr / Mark Janoschak             | Penny Mann / Juan-Carlos Noria               | Michelle McDonald / Martin Smith              |
| 1993              | Hamilton          | Shae-Lynn Bourne / Victor Kraatz             | Penny Mann / Juan-Carlos Noria               | Jacqueline Petr / Mark Janoschak              |
| 1994              | Edmonton          | Shae-Lynn Bourne / Victor Kraatz             | Jennifer Boyce / Michel Brunet               | Martine Patenaude / Eric Masse                |
| 1995              | Halifax           | Shae-Lynn Bourne / Victor Kraatz             | Jennifer Boyce / Michel Brunet               | Janet Emerson / Steve Kavanagh                |
| 1996              | Ottawa            | Shae-Lynn Bourne / Victor Kraatz             | Chantal Lefebvre / Michel Brunet             | Janet Emerson / Steve Kavanagh                |
| 1997              | Vancouver         | Shae-Lynn Bourne / Victor Kraatz             | Chantal Lefebvre / Michel Brunet             | Megan Wing / Aaron Lowe                       |
| 1998              | Hamilton          | Shae-Lynn Bourne / Victor Kraatz             | Chantal Lefebvre / Michel Brunet             | Megan Wing / Aaron Lowe                       |
| 1999              | Ottawa            | Shae-Lynn Bourne / Victor Kraatz             | Chantal Lefebvre / Michel Brunet             | Marie-France Dubreuil / Patrice Lauzon        |
| 2000              | Calgary           | Marie-France Dubreuil / Patrice Lauzon       | Megan Wing / Aaron Lowe                      | Josée Piché / Pascal Denis                    |
| 2001              | Winnipeg          | Shae-Lynn Bourne / Victor Kraatz             | Marie-France Dubreuil / Patrice Lauzon       | Megan Wing / Aaron Lowe                       |
| 2002              | Hamilton          | Shae-Lynn Bourne / Victor Kraatz             | Marie-France Dubreuil / Patrice Lauzon       | Megan Wing / Aaron Lowe                       |
| 2003              | Saskatoon         | Shae-Lynn Bourne / Victor Kraatz             | Marie-France Dubreuil / Patrice Lauzon       | Megan Wing / Aaron Lowe                       |
| 2004              | Edmonton          | Marie-France Dubreuil / Patrice Lauzon       | Megan Wing / Aaron Lowe                      | Chantal Lefebvre / Arseniy Markov             |
| 2005              | London            | Marie-France Dubreuil / Patrice Lauzon       | Megan Wing / Aaron Lowe                      | Chantal Lefebvre / Arseniy Markov             |
| 2006              | Ottawa            | Marie-France Dubreuil / Patrice Lauzon       | Megan Wing / Aaron Lowe                      | Tessa Virtue / Scott Moir                     |
| 2007              | Halifax           | Marie-France Dubreuil / Patrice Lauzon       | Tessa Virtue / Scott Moir                    | Kaitlyn Weaver / Andrew Poje                  |
| 2008              | Vancouver         | Tessa Virtue / Scott Moir                    | Kaitlyn Weaver / Andrew Poje                 | Allie Hann-McCurdy / Michael Coreno           |
| 2009              | Saskatoon         | Tessa Virtue / Scott Moir                    | Vanessa Crone / Paul Poirier                 | Kaitlyn Weaver / Andrew Poje                  |
| 2010              | London            | Tessa Virtue / Scott Moir                    | Vanessa Crone / Paul Poirier                 | Kaitlyn Weaver / Andrew Poje                  |
| 2011              | Victoria          | Vanessa Crone / Paul Poirier                 | Kaitlyn Weaver / Andrew Poje                 | Alexandra Paul / Mitchell Islam               |
| 2012              | Moncton           | Tessa Virtue / Scott Moir                    | Kaitlyn Weaver / Andrew Poje                 | Piper Gilles / Paul Poirier                   |
| 2013              | Mississauga       | Tessa Virtue / Scott Moir                    | Piper Gilles / Paul Poirier                  | Nicole Orford / Thomas Williams               |
| 2014              | Ottawa            | Tessa Virtue / Scott Moir                    | Kaitlyn Weaver / Andrew Poje                 | Alexandra Paul / Mitchell Islam               |
| 2015              | Kingston          | Kaitlyn Weaver / Andrew Poje                 | Piper Gilles / Paul Poirier                  | Alexandra Paul / Mitchell Islam               |
| 2016              | Halifax           | Kaitlyn Weaver / Andrew Poje                 | Piper Gilles / Paul Poirier                  | Elisabeth Paradis / François-Xavier Ouellette |
| 2017              | Ottawa            | Tessa Virtue / Scott Moir                    | Kaitlyn Weaver / Andrew Poje                 | Piper Gilles / Paul Poirier                   |
| 2018              | Vancouver         | Tessa Virtue / Scott Moir                    | Piper Gilles / Paul Poirier                  | Kaitlyn Weaver / Andrew Poje                  |
| 2019              | Saint John        | Kaitlyn Weaver / Andrew Poje                 | Piper Gilles / Paul Poirier                  | Laurence Fournier Beaudry / Nikolaj Sørensen  |
| 2020              | Mississauga       | Piper Gilles / Paul Poirier                  | Marjorie Lajoie / Zachary Lagha              | Carolane Soucisse / Shane Firus               |
| 2021              | Vancouver         | abgesagt wegen der COVID-19-Pandemie         | abgesagt wegen der COVID-19-Pandemie         | abgesagt wegen der COVID-19-Pandemie          |
| 2022              | Ottawa            | Piper Gilles / Paul Poirier                  | Laurence Fournier Beaudry / Nikolaj Sørensen | Marjorie Lajoie / Zachary Lagha               |
| 2023              | Oshawa            | Laurence Fournier Beaudry / Nikolaj Sørensen | Marjorie Lajoie / Zachary Lagha              | Marie-Jade Lauriault / Romain Le Gac          |
| 2024              | Calgary           | Piper Gilles / Paul Poirier                  | Marie-Jade Lauriault / Romain Le Gac         | Alicia Fabbri / Paul Ayer                     |
| 2025              | Laval             | Piper Gilles / Paul Poirier                  | Marjorie Lajoie / Zachary Lagha              | Alicia Fabbri / Paul Ayer                     |